# Abedal Motalibe
Shaiba ibn Hashim ibn Abd Manaf, mais conhecido como Abdul-Muttalib (496–578 d.C.), foi o líder do clã dos Quraish e uma das figuras mais respeitadas da cidade de Meca. Ele nasceu em Yathrib (atualmente Medina) e, aos sete anos, mudou-se para Meca, onde conquistou grande prestígio. Diz-se que o evento dos Companheiros do Elefante (o ataque de Abraha) ocorreu durante seu período de liderança em Meca.
Abdul-Muttalib pertencia à tribo dos Quraish e era filho de Hashim, a quem o clã dos Banu Hashim remonta sua linhagem. Um dos nomes importantes atribuídos a ele é Shaiba, que significa "cabelo branco". Ele foi o avô do profeta Maomé e tornou-se seu tutor após a morte dos pais do Profeta. Abdul-Muttalib faleceu quando Maomé tinha oito anos.
As tradições relatam que foi ele quem recebeu uma ordem divina para escavar o poço de Zamzam. Ele cuidava do poço e fornecia sua água aos peregrinos que visitavam a Caaba em Meca.

## Linhagem
Os seguintes são os nomes do pai e dos antepassados de Abdul-Muttalib, em ordem ascendente: Abdul-Muttalib, Hashim, Abd Manaf, Qusayy, Kilab, Murrah, Ka'b, Lu'ayy, Ghalib, Fihr, Malik, Nazar, Kinana, Khuzaymah, Mudrikah, Ilyas, Mudar, Nizar, Ma‘ad e Adnan. 
Seu pai foi Hashim ibn ‘Abd Manaf, o progenitor do distinto clã Banu Hashim, pertencente à tribo Quraish de Meca. Eles reivindicavam descendência de Ismael e Abraão.  Hashim era bisavô do profeta Maomé. Sendo neto de Qusayy, que tornou a tribo dos Quraish dominante em Meca e reorganizou a peregrinação, Hashim exercia as funções de rifāda e siqāya, ou seja, a provisão de comida e água para os peregrinos. Para o primeiro serviço, ele arrecadava contribuições em dinheiro ou em bens dos chefes de Meca. 
Em um ano de escassez de alimentos em Meca, ele trouxe bolos ou pães assados da Síria, e os esmigalhou (ḥashama) para fazer um caldo espesso (tharīd) para os peregrinos; a partir de então, passou a ser conhecido como Hāshim, embora seu nome verdadeiro fosse ʿAmr.   Para melhorar o abastecimento de água, ele cavou diversos poços. A ele também é atribuída a introdução do sistema de duas caravanas comerciais por ano (ver Alcorão, surata 106, versículo 2), presumivelmente organizando uma jornada de verão até a Síria. 
A mãe de Abdul-Muttalib era Salma bint ‘Amr ibn Zayd ibn Labid ibn Khudāsh, da tribo dos Banu Najjār, um ramo da tribo Khazraj em Yathrib (atualmente Medina).   Salma, filha de ‘Amr al-Khazrajī, era uma mulher virtuosa que havia se divorciado do marido e não estava disposta a se casar novamente. 

## Nome e títulos
Seu nome de nascimento era Shayba, ou Shaybat al-Ḥamd, porque uma “brancura de cabelo” (shayba) foi vista em sua cabeça ao nascer. Talvez a ideia da brancura de seus cabelos tenha dado origem à tradição de que ele foi o primeiro a tingir os cabelos.  Algumas fontes indicam que seu nome original, Shayba, foi embelezado com o laqab ou título Aḥmad ("o mais louvado"), enquanto outras relatam que seu nome era ʿĀmir, ou que ʿĀmir era um segundo nome, além de Shayba. 
Quando Hashim (pai de Abdul-Muttalib) estava em uma de suas viagens a Yathrib (Medina), casou-se com Salma, filha de Amr, da tribo Banu Najjar. Foi lá que nasceu Shayba. Após a morte de Hashim em Sham (Síria), seu irmão Muttalib ibn Abd Manaf foi buscar Shayba para levá-lo a Meca. Ao entrar na cidade com o menino, as pessoas pensaram que ele era um escravo de Muttalib. Por isso começaram a chamá-lo de ‘Abd al-Muṭṭalib, que significa “servo de Muttalib”. Muttalib explicou diversas vezes que o menino era seu sobrinho e filho de Hashim, mas o apelido ‘Abd al-Muṭṭalib permaneceu e, com o tempo, tornou-se o nome pelo qual ele ficou conhecido. 
Seu kunya era Abū l-Ḥārith, em referência ao seu filho mais velho. Diz-se também que ele era conhecido por outros títulos e nomes, entre eles: ʿĀmir, Sayyid al-Baṭḥāʾ ("Senhor da Baṭḥāʾ"), Sāqī al-Ḥujjāj ("Aquele que dava água aos peregrinos"), Sāqī al-Ghayth, Ghayth al-Warāʾ fī al-ʿĀm al-Jadb ("O socorro da humanidade no ano da seca"), Abū al-Sādah al-ʿAsharah ("Pai dos dez nobres"), Ḥāfir Zamzam ("O escavador de Zamzam"), Ibrāhīm al-Thānī ("O segundo Abraão") e Fayyāḍ ("Generoso"). 

## Vida inicial (Infância)

### O casamento de Hashim
Salma, filha de ‘Amr al-Khazrajī, era uma mulher virtuosa que havia se divorciado de seu marido e não estava disposta a se casar novamente.  Durante uma de suas viagens de retorno da Síria, Hashim permaneceu por alguns dias em Yathrib (Medina) e pediu Salma em casamento.  Salma ficou impressionada com a nobreza, riqueza e caráter de Hashim, assim como com a influência que ele exercia entre os coraixitas (Quraysh). 
Ela aceitou se casar com ele sob duas condições, sendo uma delas que, no momento do parto, ela deveria estar entre o seu próprio povo.   De acordo com esse acordo, ela passou algum tempo em Meca com Hashim e, quando se aproximava o momento do parto, retornou a Yathrib. Lá ela deu à luz um filho que recebeu o nome de Shibah, e que mais tarde ficou conhecido como Abdul Muttalib. 
Após o nascimento de seu filho, Hashim deixou Shayba com sua mãe em Yathrib até que ele tivesse sete ou oito anos de idade.  Eventualmente, Hashim faleceu em Gaza, durante uma viagem comercial à Síria. Por causa dessas circunstâncias geográficas, Shayba cresceu sem ter muito contato com o pai. 

### Retorno à cidade natal
Após a morte de Hashim, seus dois irmãos, Abd Shams e al-Muttalib, assumiram suas funções, e uma rivalidade surgiu entre eles. Al-Muttalib, menos envolvido no comércio de longa distância, ficou responsável pelos assuntos religiosos e administrativos, como o fornecimento de água e comida aos peregrinos (siqāya e rifāda) e pela gestão de Meca. Já Abd Shams atuava mais nas caravanas comerciais e nos acordos de proteção (īlāf) com os bizantinos e os governantes do sul do Iêmen.  Quando al-Muttalib soube da existência de Shayba (filho de Hashim) em Yathrib e de seu potencial de liderança, pediu à mãe dele, Salma, que o confiasse aos seus cuidados, e o levou para Meca.  Ao chegarem, o povo pensou que Shayba era escravo de al-Muttalib e passou a chamá-lo de "Abdul-Muttalib" (servo de al-Muttalib).   Embora essa versão seja amplamente difundida, estudiosos como Watt não a aceitam, sugerindo que o nome provavelmente tem origem religiosa. 

## Filhos
Seus filhos foram:
- Abedalá ibne Abedal Motalibe,[9] casou-se com Amina bint Wahab, e desta união nasceu Maomé, o profeta do Islã;[9] morreu de doença [10] aos vinte e cinco anos de idade,[10][9] em uma caravana de Meca a Medina,[10] antes do nascimento de Maomé.[11][9]
- Abu Lahab,[12] um dos maiores inimigos do Islã.[12][13]

- Alharite ibne Abedal Motalibe
- Abu Talibe ibne Abedal Motalibe
- Zobair ibne Abedal Motalibe
- Hâmeza ibne Abedal Motalibe
- Mucum ibne Abedal Motalibe
- Hijel ibne Abedal Motalibe
- Safia binte Abedal Motalibe
- Abas ibne Abedal Motalibe
- Zarrar ibne Abedal Motalibe